# Arthur Brisbane
Arthur Brisbane   (Buffalo, 12 de desembre de 1864 - Nova York, 25 de desembre de 1936) va ser un dels redactors de diaris nord-americans més coneguts del segle xx, a més d'inversor immobiliari. També va ser escriptor de discursos, orador i professional de les relacions públiques que va instruir a molts empresaris famosos del seu temps en el camp de les relacions públiques, especialment Henry Ford, Thomas Edison i John D. Rockefeller.

## Biografia
Brisbane va néixer a Buffalo, Nova York, fill d'Albert Brisbane (1809-1890), un socialista utòpic nord-americà que és recordat com el principal divulgador de les teories de Charles Fourier als Estats Units. Albert va ser l’autor de diversos llibres, entre els quals Social Destiny of Man (1840), així com del periòdic fourierista The Falanx. També va fundar la Fourierist Society a Nova York el 1839 i va donar suport a diverses altres comunes de falange durant els anys 1840 i 1850.
Arthur es va formar als Estats Units i Europa.

## Carrera
El 1882 va començar a treballar com a periodista i editor de diaris a la ciutat de Nova York, primer al Sun i després al New York World de Joseph Pulitzer. Contractat de l'empersa de Pulitzer per William Randolph Hearst, es va convertir en editor del New York Journal i amic íntim de Hearst. Segons la revista Time, la seva columna editorial sindicada tenia uns lectors diaris estimats en més de 20 milions.
El 1897, va acceptar la redacció de Evening Journal, vaixell insígnia de la cadena de Hearst, i a través d’ella va guanyar una influència inigualable per a cap editor dels Estats Units. El seu estil directe i contundent va influir en la forma de redacció de notícies i editorials nord-americanes. Se li atribueix la dita: "If you don't hit the reader between the eyes in your first sentence of your news column, there's no need to write any more" (Si no colpeja el lector entre els ulls a la primera frase de la columna de notícies, no cal escriure més).
El biògraf de Hearst, W. A. Swanberg, va descriure Brisbane com "un socialista únic que havia entrat gratament en el sistema de beneficis... en alguns aspectes, un Hearst de butxaca amb armilla, un enigma personal, un cavall de batalla, un boig de circulació, un liberal que havi crescut conservador, un inversor".

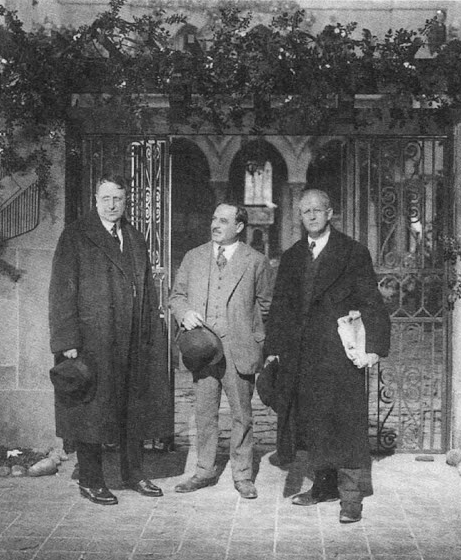
D’esquerra a dreta: William Randolph Hearst, Robert G. Vignola i Brisbane a Nova York durant el rodatge de The World and His Wife (1920) de Vignola

Sent empleat de Hearst, en un moment donat, presumia de guanyar 260.000 dòlars l'any-Brisbane també era conegut per comprar diaris fallits, reorganitzar-los i vendre'ls a Hearst. Va comprar el Washington Times i el Milwaukee Evening Wisconsin el 1918 i els va vendre a Hearst 15 mesos després. Més tard va comprar el Detroit Times en nom de Hearst.
El 1918 es va convertir en editor del Chicago Herald and Examiner, i en la dècada de 1920, va ser editor del primer tabloide de Hearst, el New York Mirror. Va romandre part de l'imperi mediàtic de Hearst fins a la seva mort el 1936. La seva filla Sarah es va casar amb un dels seus empleats del Daily Mirror, Tex McCrary, que més tard es va convertir en un personatge de ràdio-TV amb la seva segona esposa Jinx Falkenburg.

Una història de portada de la revista Time el 1926 va descriure la seva influència així:
| « | (anglès) The New York American, the Chicago Herald-Examiner, the San Francisco Examiner and many another newspaper owned by Publisher Hearst, to say nothing of some 200 non-Hearst dailies and 800 country weeklies which buy syndicated Brisbane, all publish what Mr. Brisbane has said. His column is headed, with simple finality, "Today," a column that vies with the weather and market reports for the size of its audience, probably beating both. It is said to be read by a third of the total U. S. population. Obviously this is an exaggeration, but half that many would be some 20 million readers, "Today" and every day. | (català) L'editor del The New York American, el Chicago Herald-Examiner, el San Francisco Examiner i molts altres diaris propietat de l'editor Hearst, per no dir res d’uns 200 diaris que no són de Hearst i 800 setmanaris de països que comprenen el sindicat Brisbane, publiquen tot el que diu el senyor Brisbane. La seva columna està encapçalada, amb una senzilla finalitat, "Today" (avui), una columna que competeix amb els informes meteorològics i del mercat per la mida del públic, probablement superant-los a tots dos. Es diu que la llegeix un terç de la població total dels EUA. Òbviament, això és una exageració, però la meitat d'aquesta quantitat serien uns 20 milions de lectors, "Today" i cada dia. | » |

Es van publicar diversos volums dels editorials de Brisbane, inclosos The Book of Today, The Book of Taday and the Future Day i The Brisbane advertising philosophy. En el moment de la seva mort, era considerat el "director executiu virtual" de l'imperi Hearst de notícies i mitjans.
Des del 1924 fins al 1935, l'artista Mel Cummin "va originar i va dibuixar moltes de les tires grans de vuit columnes" per als editorials de Brisbane al New York Sunday American, al New York Evening Journal i, ocasionalment, a The Mirror. Cummin, un membre conegut de l'Explorer's Club, va anomenar Brisbane "un naturalista ben informat" i va dir que els dos col·laboradors discutien amb freqüència el tema del naturalisme.

## Patrimoni
Amb Hearst, va formar Hearst-Brisbane Properties, invertint fortament en béns arrels de Nova York i desenvolupant projectes com el teatre Ziegfeld, el Warwick Hotel i la Ritz Tower. Va ser fonamental per preservar una gran secció de terra que havia acumulat al centre de Nova Jersey al llarg de la costa de Jersey entre el 1907 i el 1936. Va ser aquí on Brisbane va construir la seva casa dels somnis, una mansió palatina per al seu temps, adjacent a un llac, i amb una torre biblioteca. També va ser aquí on Brisbane i la seva família van poder gaudir del seu esport favorit: muntar a cavall. Brisbane va transformar la zona d'Allaire d'un poble gairebé desert a una finca rústica de luxe, amb una granja de cavalls d'última generació, "Allaire Inn", fàbrica de joguines, un campament per a escoltes i camps d'entrenament durant els anys de guerra. Va utilitzar les seves connexions professionals per portar empreses de cinema mut a la seva propietat d’Allaire, que es feia servir com a teló de fons. Fins i tot va obrir la seva finca durant la Gran Depressió a programes de treball "New Deal". Brisbane i la seva família van disfrutar de Allaire i la van considerar la seva residència final. Va contractar un personal important per ocupar-se de la seva propietat a Allaire, que en un moment donat es va vantar d’ocupar 10,000 acres (40 km2). El recompte real s'acostava més a 6,000 acres (24 km2).
Brisbane finalment va començar a explorar la història de la seva propietat a Allaire i es va adonar als anys vint del seu gran significat històric. La seva propietat d’Allahire era antigament la "Howell Iron Works Company" de James P. Allaire, un pròsper poble industrial de ferro a principis del segle xix. Ja el 1925, Brisbane va intentar preservar aquesta propietat, amb els seus vasts recursos naturals i els edificis de la vila del segle xix. Tot i que no es va completar abans de morir, va quedar en mans de la seva dona, Phoebe Cary Brisbane i la seva família immediata, que complissin els desitjos d’Arthur Brisbane de donar prop de 1,200 acres (4.9 km2) a l'estat de Nova Jersey el 1944, inclòs el poble industrial de James P. Allaire del segle xix. L'escriptura de regal contenia estipulacions que s'havien d'utilitzar amb fins històrics i de reserva forestal, i per a res més. A més, la casa de la família Brisbane va servir com a centre de tractament infantil Arthur Brisbane fins al seu tancament recent el 2005.
El regal original de la terra de Brisbane, 1,200 acres (4.9 km2), forma el cor del parc estatal Allaire. El seu poble històric es dedica a retratar la vida i els temps de la "Howell Iron Works Company" de James P. Allaire en gran part a través de l'organització educativa sense ànim de lucre, Allaire Village Inc. El 2006, l’historiador d’Allahire Hance M. Sitkus va impulsar els esforços a la vila històrica d’Allaire per interpretar millor la carrera, la família i la generositat de Brisbane, centrant-se en Brisbane com un filantrop i humanitari sovint ignorat.

## Vida personal
Brisbane estava casat amb Phoebe Cary (1890-1967), amb qui va tenir sis fills:
- Sarah Brisbane McCrary Mellen (1913–1977)
- Seward Brisbane (1914–1989)
- Hugo Brisbane (1917-1933)
- Emily Brisbane (1918-1959)
- Alice Brisbane Chandor Tooker (1922–1983)
- Elinor Brisbane Kelley Philbin (1924-2009)

Va morir a Manhattan el dia de Nadal, el 25 de desembre de 1936, i va ser enterrat al cementiri de Batavia a Batavia, Nova York.
El seu net, Arthur S. Brisbane, va ser nomenat editor públic del New York Times el juny del 2010.

### Impacte
Durant la seva vida, Brisbane va ser acusat de dedicar-se a la premsa groga després d'haver publicat un editorial que demanava l'assassinat del president McKinley. Tot i que Hearst va retirar l'article després de la primera edició, molts encara van culpar els periodistes de Hearst d'haver provocat Leon Czolgosz a cometre l'acte fatal.
A la seva mort, Hearst va dir: "Sé que Arthur Brisbane va ser el periodista més gran del seu temps", i Damon Runyon va dir que "El periodisme ha perdut el seu geni número 1 de tots els temps".

## Obres publicades
- Mary Baker G. Eddy (1908)
- What Mrs. Eddy Said To Arthur Brisbane: The Celebrated Interview Of The Eminent Journalist With The Discoverer And Founder Of Christian Science by Arthur Brisbane and Mary Baker Eddy[15]